# Симпсън (окръг, Кентъки)
Окръг Симпсън (на английски: Simpson County) е окръг в щата Кентъки, Съединени американски щати. Площта му е 611 km², а населението - 16 405 души (2000). Административен център е град Франклин.